# 小宮三保松
小宮 三保松（こみや みほまつ、1859年7月22日（安政6年6月23日） - 1935年（昭和10年）12月29日）は、戦前の日本の官僚、法曹、文学研究者。李王職次官、大審院検事、法典調査会委員。錦鶏間祗候。

## 略歴
下総国古河藩士小宮久左衛門の長男として生まれる。1884年（明治17年）に司法省法学校の第一期生として卒業し、司法省御用掛となる。司法省議事局・民法局に勤め、1886年（明治19年）に代言人試験委員に任命される。同年、司法制度研究のため、欧州に3ヵ年の留学を命じられる。帰国後、1890年（明治23年）に東京始審裁判所検事となり、貴族院書記官、枢密院書記官・議長秘書官、大審院検事などを経て、1907年（明治40年）に韓国宮内次官、1911年（明治44年）に李王職次官に就任する。また、法典調査会委員を務めた。1917年（大正6年）1月15日、錦鶏間祗候を仰せ付けられた。
後年は古事記、日本書紀、万葉集など古典文学の研究でもしられていた。

## 栄典
位階
- 1891年（明治24年）12月5日 - 正七位[4]
- 1895年（明治28年）11月26日 - 従六位[5]
- 1898年（明治31年）9月20日 - 正六位[6]
- 1900年（明治33年）11月10日 - 従五位[7]
- 1902年（明治35年）12月17日  - 正五位[8]
- 1907年（明治40年）12月27日 - 従四位[9]
- 1912年（大正元年）12月28日 - 正四位[10]
- 1917年（大正6年）1月15日 - 従三位[11]

勲章等
- 1903年（明治36年）5月21日 - 銀杯一組[12]
- 1904年（明治37年）6月28日 - 勲四等瑞宝章[13]
- 1907年（明治40年）2月11日 - 勲三等瑞宝章[14]
- 1911年（明治44年）6月13日 - 勲二等瑞宝章[15]

外国勲章佩用允許
- 1910年（明治43年）8月28日 - 大韓帝国：李花大勲章[16]

## 著書
- 『民法債権編講義』（1898）
- 『物権法講義』（1899）